# Skals
Skals er en by i Midtjylland med 1.722 indbyggere  (2024), beliggende 18 km syd for Aalestrup, 11 km sydvest for Møldrup og 13 km nord for Viborg. Byen hører til Viborg Kommune og ligger i Region Midtjylland. I 1970-2006 hørte byen til Møldrup Kommune.
Skals hører til Skals Sogn. Skals Kirke ligger i byen.

## Turisme
Byens gamle kro er nu et Hærvejs-herberg. Skals har også en B&B.

## Faciliteter
- Skals Skole har 321-333[2][3] elever, fordelt på 0.-9. klassetrin, og 41 ansatte.[4]
- Skals Børnehuse består af Kærhuset, der kan have 50 børnehavebørn og 12 vuggestuebørn, og Skovbørnehaven Fredly, der ligger 5 nord for byen og modtager børn på 3-6 år.[5]
- Skals Forsamlingshus har service til 110 personer.[6]
- Pleje- og Omsorgscenter Kildedalcentret har 15 boliger, hver med 2 værelser, men kun beregnet til 1 person.[7]
- Skals Efterskole er startet i 1990. Den har plads til 160 elever. En stor del af undervisningen foregår på engelsk.
- Skals Håndarbejdsskole blev i 1959 oprettet i den tidligere Skals Højskole, der var oprettet i 1868 og også har været håndværkerskole. Den ældste del af de nuværende bygninger er fra 1915. Skolen er en kostskole, hvor 55 elever kan bo, men man kan også komme som dagselev.
- Skals har købmand, bager, pizzeria og filial af Den Jyske Sparekasse samt lægehus, tandlægeklinik og dyreklinik.
- 5 km nord for byen ligger Ulbjerg Traktormuseum.

### Idræt
Skals Idrætscenters ældste hal måler 26x46 meter og har plads til 600 tilskuere. Her spilles badminton, fodbold, håndbold, volleyball, basketball, futsal etc. Idrætscentret blev i 2015 udvidet med en multifunktionshal, der kan deles i to adskilte lokaler. Den benyttes til en bred vifte af aktiviteter fra bordtennis og futsal til pilates og zumba. Desuden fik centret et moderne skydecenter og et fitnesscenter.
Svømmehallen har to bassiner. Det store er 25 meter langt og har 1-meters og 3-meters vipper samt klatrevæg. Det andet bassin var tidligere et lille bassin på 8 meter, men det blev i sensommeren 2016 bygget om til et varmtvandsbassin, der har en konstant temperatur på 33-34° og bl.a. kan bruges til babysvømning og genoptræning.
Med en historie, der går helt tilbage til 1869, er Skals Skytteforening blandt landets ældste. Udendørs råder den over 8 50-meter baner med lysanlæg mv. Indendørs fik foreningen 8 meget moderne 15-meter baner i den nye del af idrætscentret. Skals Gymnastikforening (SGF) tilbyder håndbold, fodbold, svømning, badminton, gymnastik mv. Skals Fitness opstod ved indvielsen af fitnesscenteret i 2015 og giver bl.a. mulighed for at styrketræne, løbe og spinne.

## Historie

### Landsbyen
Skals landsby bestod i 1682 af 31 gårde og 8 huse uden jord. Det samlede dyrkede areal udgjorde 1.054,7 tønder land skyldsat til 162,44 tønder hartkorn. Dyrkningsformen var græsmarksbrug med tægter.
I 1875 beskrives byen således: "Skals med Kirke, Skole og en høiere Almueskole og Kro".

### Stationsbyen
Skals fik jernbanestation på Himmerlandsbanernes strækning Viborg-Aalestrup, der blev anlagt i 1893.
I 1901 blev Skals beskrevet således: "Skals (1345: Skalnæs), ved Landevejen, med Kirke, Skole, Folkehøjskole (opr. 1868), Forsamlingshus (opf. 1886), Sparekasse (opr. 3/12 1876...Antal af Konti 1654), Markedsplads (Marked i Apr. og Sept.), Kro, Andelsmejeri (Gjølballe), Købmandshdlr., mange Haandværkere m. m. samt Jærnbane-, Telegraf- og Telefonst." Det lave målebordsblad fra 1900-tallet viser desuden en lægebolig.
Det gamle navn Skalnæs kom af at byen ligger på næsset mellem Skals Å, Hjarbæk fjord og Simested Å.
Skals Station blev lukket i 1959, da persontrafikken på denne strækning ophørte, men Skals beholdt en læsseplads for vognladningsgods. Godstrafikken fortsatte til 1999. Sporet blev taget op i 2006, så man kunne anlægge cykel- og vandreruten Himmerlandsstien. Stationsbygningen er bevaret på Hovedgaden 14.

### Genforeningssten
Ved Rosenstien i anlægget bag plejehjemmet står en sten, der blev rejst i 1930 til minde om Genforeningen i 1920.

### Folketal
| 1906 | 1911 | 1916 | 1921 | 1925 | 1930 | 1935 | 1940 | 1945 | 1950 | 1955 | 1960 | 1965 |
| ---- | ---- | ---- | ---- | ---- | ---- | ---- | ---- | ---- | ---- | ---- | ---- | ---- |
| 506  | 549  | 599  | 675  | 682  | 687  | 666  | 690  | 719  | 760  | 768  | 848  | 889  |

## Politikere
Den forholdsvis lille by var usædvanlig ved i 1980'erne og 1990'erne at have ikke mindre end tre folketingsmedlemmer:
Tidligere statsminister Anders Fogh Rasmussen boede i Skals fra 1978 til 1999. Desuden har de to tidligere ministre, socialdemokraten Bjørn Westh og den konservative Henning Grove, boet i byen.
I et lille anlæg ved stationen står en mindesten over Løvelkredsens folketingsmedlem 1890-1914, landbrugsminister Anders Nielsen, som dog ikke har boet i byen.